# Usnea halei
Usnea halei är en lavart som beskrevs av P. Clerc. Usnea halei ingår i släktet Usnea och familjen Parmeliaceae.   Inga underarter finns listade i Catalogue of Life.